# Západočeské divadlo
Západočeské divadlo v Chebu je jediné divadlo v Karlovarském kraji, které má stálou profesionální scénu. Samostatně stojící objekt se nachází nedaleko historického jádra města, je dominantou chebského Divadelního náměstí.

## Historie divadla
Divadlo sídlí v novoklasicistní budově, postavené Karlem Haberzettlem podle návrhu Vincenta Pröckla. Městské divadlo bylo slavnostně otevřeno 3. října 1874 uvedením dvou částí Valdštejnské trilogie (Valdštejnův tábor a Valdštejnova smrt) od Fridricha Schillera. Až do roku 1944 tu vystupovaly německé společnosti, ale hráli zde i čeští ochotníci. Od 1947 sloužilo chebské divadlo jako stagiona karlovarského divadla, ale chebští ochotníci tu měli své sídlo.
Ve druhé polovině 50. let proběhla rekonstrukce divadla, při níž ale bylo z úsporných důvodů upuštěno od původně uvažované výzdoby interiéru, divadlo bylo ochuzeno např. o štukovou dekoraci stěn, mozaikové lunety ve vestibulu nebo křišťálové lustry; rovněž nebylo realizováno otáčivé jeviště ani zdvihové zařízení orchestru a původní dřevěnou stropní konstrukci vstupní haly nahradil železobetonový kazetový strop. Pouze vnější vzhled objektu byl obnoven v původním stylu.
Scéna začala opět fungovat v roce 1960, kdy byla 7. května slavnostně uvedena Smetanova Prodaná nevěsta (jako hosté účinkovali i pražští sólisté) a 8. května pak Tylova Fidlovačka.
V dubnu 1997 vypukl v budově požár, který se z hledištní části rozšířil i na jeviště a do provozního zázemí. V rámci obnovy došlo k modernizaci a zlepšení divadelního provozu (bylo upraveno orchestřiště a jevištní technologie), byly zvýšeny stupně v hledišti a bylo upraveno i barevné řešení sálu; podlahu pokrylo červené marmoleum, sedadla byla potažena sametem. Kapacita hlediště je zhruba 400 míst.
V dalších letech došlo ještě k výměně částí střešní krytiny a klempířských prvků, byla obnovena fasáda včetně oken.

## Divadlo po roce 2000

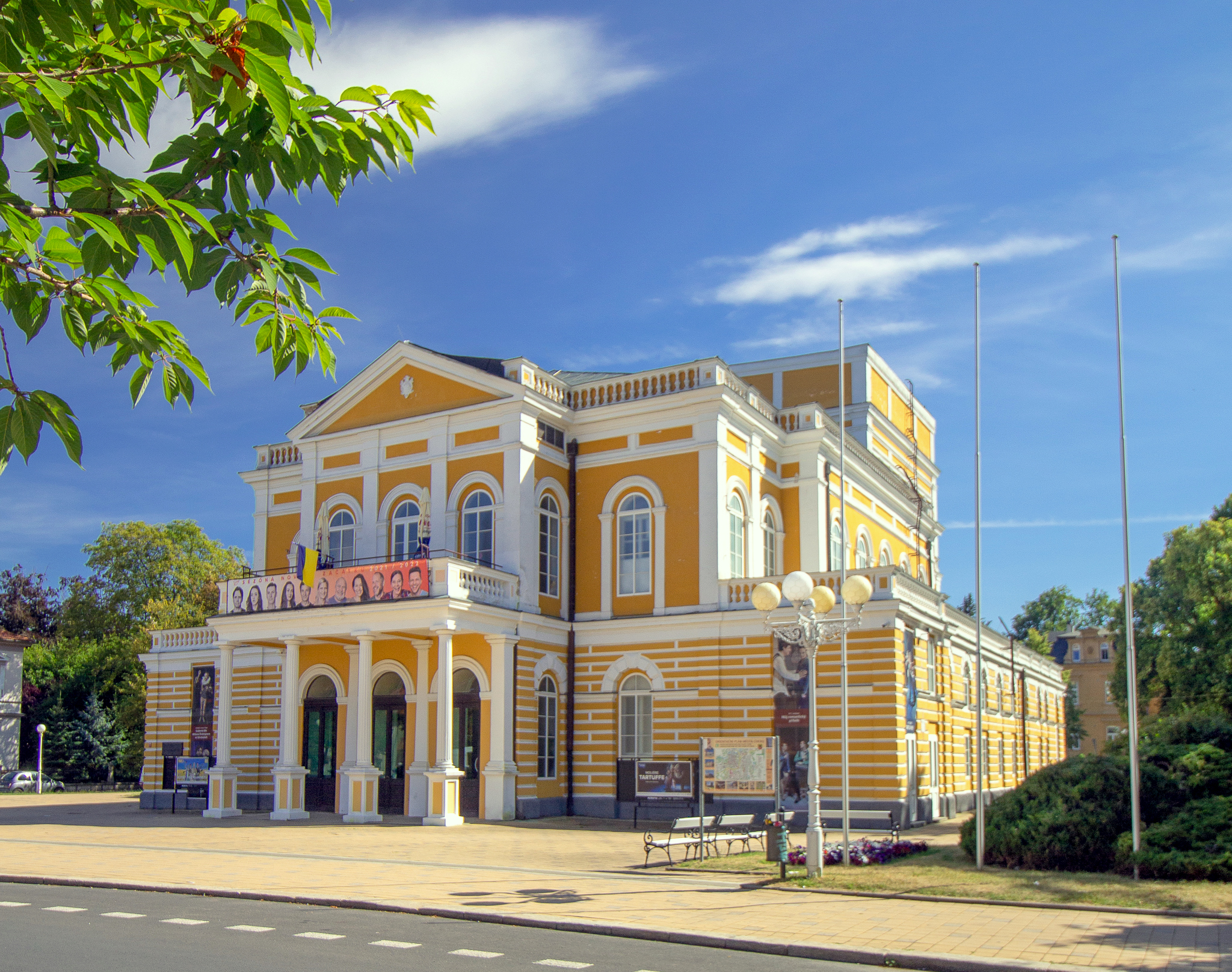
Chebské divadlo v roce 2022

Divadlo funguje jako příspěvková organizace, jejímž zřizovatelem je město Cheb.
Po konkurzu nastoupil v roce 1999 jako ředitel Miloš Růžička, dosavadní vedoucí Kulturního a společenského střediska Cheb, a obě instituce byly sloučeny v jeden administrativně správní celek, Chebskou scénu.
V roce 2012 byl ředitelem divadla jmenován Jan Svoboda, bývalý chebský starosta.
Každé dva roky je zde pořádána divadelní přehlídka Divadlo jednoho herce, a to již od roku 2005. Tato přehlídka má mezinárodní přesah, účinkují zde umělci z celého světa. Každá sezóna má svůj specifický název, který se vztahuje k repertoáru toho daného období. Na konci každé sezóny pořádá divadlo Divadelní banket. Zde je připomenuta proběhlá sezóna a po ukončení banketu většinou dochází k setkání herců a ostatních divadelních činovníků s diváky. Každoročně je vyhlašována soutěž pro diváky Zlatý Albrecht, vítězové jsou odměněni předplatným na další divadelní období dle vlastního výběru. Tato cena je vyhlašována u příležitosti Divadelního banketu. Vítězné inscenace a vítězní herci obdrží toto ocenění z rukou významných osobností regionálního významu.